# Cliffortia theodori-friesii
Cliffortia theodori-friesii es una especie de planta del género Cliffortia, perteneciente a la familia Rosaceae.

## Taxonomía
Cliffortia theodori-friesii fue descrita por August Henning Weimarck en 1933.

## Distribución
Se encuentra en el territorio de las Provincias del Cabo.